# Uquina y la Loma
Uquina y la Loma es un ejido del municipio de Balancán ubicado en la subregión de los Ríos del estado mexicano de Tabasco.

## Geografía
La localidad se ubica a 2.6 kilómetros (en dirección suroeste) de la localidad de Balancán de Domínguez, la cabecera y lugar más poblado del municipio. Se sitúa en las coordenadas geográficas 17°49′05″N 91°33′26″O / 17.818056, -91.557222, a una elevación de 17 metros sobre el nivel del mar.

## Demografía
Según el Conteo de Población y Vivienda 2020, efectuado por el Instituto Nacional de Estadística y Geografía, la localidad de Uquina y la Loma tiene 189 habitantes, de los cuales 102 son del sexo masculino y 87 del sexo femenino. Su tasa de fecundidad es de 2.42 hijos por mujer y tiene 58 viviendas particulares habitadas.
| Gráfica de evolución demográfica de Uquina y la Loma entre 1940 y 2020 |
|                                                                        |
| INEGI.                                                                 |